# FAS 120
FAS 120, offiziell Statement of Financial Accounting Standards No. 120, bezeichnet einen vom US-amerikanischen Financial Accounting Standards Board erlassenen Bilanzierungsstandard, der sich mit der Bilanzierung von Versicherungsverträgen beschäftigt. Dieser US-GAAP-Standard ist auch für nicht-US-amerikanische Versicherungsunternehmen interessant, sofern ihre Aktien an einer US-Börse notiert sind oder sie US-GAAP im Rahmen eines IFRS-Abschlusses nach IFRS 4 anwenden. FAS 120 stellt eine Erweiterung der Standards FAS 60, FAS 97 und FAS 113 dar.

## Hintergrund
Im Juni 1982 wurde mit FAS 60 ein erster eigenständiger Rechnungslegungsstandard für Versicherungsverträge aufgelegt. Für bestimmte Vertragsarten, insbesondere Verträge mit abgekürzter Beitragszahlungsdauer und Universal-Life-Policen, erfolgte mit der Veröffentlichung von FAS 97 im Dezember 1987 eine Präzisierung der Vorgehensweise. Nachdem die AICPA ein Statement of Position (SOP) zur Bilanzierung von mutual life companies veröffentlichte, wurde vom FASB im Januar 1995 FAS 120, der die Grundzüge dieses SOP übernahm, herausgegeben.
Diese mutual life companies, in etwa vergleichbar mit den nach deutschem und österreichischem Recht zulässigen Versicherungsvereinen auf Gegenseitigkeit, charakterisieren sich durch das von ihnen betriebene überschussberechtigte Versicherungsgeschäft.

## Anwendungsbereich
Absatz 5 des FAS 120 in Verbindung mit SOP 95-1 bestimmt den Bereich, in dem FAS 120 bzw. die anderen grundlegenden Standards FAS 60 und FAS 97 anzuwenden sind. Danach sind zwei Kriterien zu erfüllen, um FAS 120 anwenden zu können:
- Langfristiger Vertrag mit Beteiligung der Versicherungsnehmer an den vom Versicherungsunternehmen tatsächlich erwirtschafteten Überschüssen
- Überschüsse werden näherungsweise in dem Verhältnis verteilt, inwieweit der einzelne Vertrag zum Überschuss beigetragen hat

Für US-Aktiengesellschaften besteht ein Wahlrecht zur Anwendung des Standards, allerdings sind die Vorschriften konsistent anzuwenden, d. h. sobald für einen Vertrag der Standard angewendet wird, müssen alle Verträge des Versicherungsunternehmens, die in den Anwendungsbereich fallen, auch gemäß FAS 120 bilanziert werden.
Zwar ist die für die meisten in Deutschland und Österreich vertriebenen Policen durchgeführte zeitliche Trennung von Entstehung und Zuweisung der Überschussbeteiligung durch die Einstellung in die Rückstellung für Beitragsrückerstattung (RfB) und die anschließende verzögerte Übergabe nicht explizit durch den Standard gedeckt, nach Expertenmeinung erfüllen dennoch die meisten Verträge die Anwendungsvoraussetzungen. Zudem werden die Rechnungslegungsvorschriften dieses Standards für die – vor allem durch aufsichtsrechtliche Anforderungen bestimmte – Situation in Deutschland und Österreich angemessener erachtet als die beiden älteren Standards FAS 60 und FAS 97.

## Prämien und Leistung
FAS regelt nicht explizit die Vorgehensweise, hierzu wird auf SOP 95-1 zurückgegriffen. Dort ist geregelt, dass Bruttobeiträge bei Fälligkeit erfolgswirksam verbucht werden. Zusätzlich zu den vom Versicherungsnehmer zu zahlenden Prämien fallen auch im Rahmen der Überschussbeteiligung zugewiesene Überschussanteile zur Erhöhung der Versicherungsleistung, verrentete Ansammlungsguthaben und mit den vertraglich fälligen Prämien verrechnete Überschussanteile unter diese Beiträge.
Versicherungsleistungen und Rückkäufe werden aufwandswirksam in die Gewinn- und Verlustrechnung gebucht.

## Deckungsrückstellung
Die Deckungsrückstellung (Liability for Future Policy Benefits) setzt sich aus drei Teilen zusammen:
- Net Level Premium Reserve (NLPR) – die als Differenz aus dem Barwert der zukünftigen garantierten Leistungen ohne Regulierungsaufwendungen und dem Barwert der zukünftigen Reserveprämien gebildete Nettoprämienreserve
- Liability for Terminal Dividends (LTD) – die bei wahrscheinlicher Auszahlung und möglicher vernünftiger Schätzung anzusetzenden Rückstellung für Schlussgewinnanteile, die über die Vertragslaufzeit finanziert wird
- Rückstellung für erwartete Verluste (analog zu FAS 60)

Als Rechnungsgrundlagen der NLPR kommen die bei der Berechnung der Rückkaufswerte eingesetzten Grundlagen zum Einsatz. Dies betrifft zum einen die biometrischen Ausscheideordnungen, zum anderen auch den garantierten Zins, sofern nicht die Verzinsung der Kapitalanlagen (dividend fund interest rate) herangezogen wurde. Bei der Reserve für erwartete Verluste sind die in FAS 60 beschriebenen Methoden wie beispielsweise der Loss-Recognition-Test anzuwenden.
Für deutsche und österreichische Versicherungen kann nach Expertenmeinung auf die Rechnungsgrundlagen der Beitragskalkulation zurückgegriffen werden. Damit ergibt sich die NLPR als ungezillmerte Deckungsrückstellung. Die Voraussetzungen für die LTD sind bei deutschen und österreichischen Lebensversicherungsunternehmen erfüllt, lediglich erfolgt keine Erfassung über die RfB und die Methode der Finanzierung, die bei FAS 120 über die Estimated Gross Margins (s. u.) erfolgt, weicht ab.

## Abschlusskosten

### Allgemeines
Im Prinzip folgt die Behandlung der Abschlusskosten FAS 60, jedoch ergeben sich einige Abweichungen. Die aktivierungsfähigen Anteile an den gesamten Abschlusskosten ergeben sich analog zu den Regelungen von FAS 97. Dabei dürfen nur die aktivierungsfähigen Abschlusskosten als Deferred Acquisition Costs in der Bilanz angesetzt werden, die den sogenannten Test of Recoverability erfüllen, d. h. deren Barwert durch die Estimated Gross Margins getilgt werden kann.

### Estimated Gross Margins
Die geschätzten Bruttomargen dienen einerseits zur Tilgung der aktivierten Abschlusskosten und andererseits zur Finanzierung der Schlussüberschussanteile. Die jeweilige Höhe des Betrags zu Tilgung bzw. Ansparung der Überschussanteile ergibt sich aus dem Verlauf der EGM.
Die EGM errechnen sich nach Absatz 22 SOP 95-1 aus den Bruttobeiträgen zuzüglich der Kapitalerträge auf die NLPR und abzüglich der Versicherungsleistungen ohne Regulierungsaufwendungen, der laufenden Kosten, der Veränderung der NLPR, der laufenden Überschussanteile und der sonstigen Erträge bzw. Aufwendungen. Als Rechnungsgrundlagen dienen die gemäß Absatz 21 SOP 95-1 nach einem best-estimate-Ansatz ermittelten biometrischen Rechnungsgrundlagen, die Stornowahrscheinlichkeiten und die Kapitalmarktverzinsung (expected investment yield).
Der Anteil für die Tilgung der Abschlusskosten ermittelt sich als Quotient aus dem Barwert der aktivierbaren Abschlusskosten und dem Barwert der EGM. Analog berechnet sich der Anteil der Finanzierung der Schlussüberschussanteile durch Ansetzung des Barwerts der Schlussüberschussanteile.
Die EGM-Verläufe müssen regelmäßig überprüft werden und gegebenenfalls hat eine Anpassung stattzufinden, indem in der Vergangenheit zu niedrig gebildete Rückstellungen erhöht werden bzw. zu hoch getilgte DAC und eine hohe Rückstellung für Schlussüberschussanteile angepasst werden.

## Besonderheiten nach deutschem und österreichischem Recht

### Verwaltungskostenrückstellung und Rückstellung für andere Risiken als Tod und Erleben
Die NLPR nach FAS 120 berücksichtigt ausschließlich garantierte Versicherungsleistungen auf den Todes- oder Erlebensfall. Die Verpflichtung des Unternehmens zu ordnungsgemäßer Verwaltung des Vertragsbestandes sowie Rückstellungen für Leistungen aufgrund anderer biometrischer Risiken werden nicht berücksichtigt. Da jedoch die Verwaltungskostenrückstellung sowohl nach deutschem als auch österreichischem Recht rückkaufsfähig ist, ist nach Expertenmeinung eine bilanzielle Erfassung erforderlich.

### Rückstellung für Gewinnbeteiligung
Eine Rückstellung für Beitragsrückerstattung ist nach FAS 120 nicht vorhergesehen. Eine solche Position ist nach den in den USA üblichen Konstruktionen nicht notwendig. Aufgrund des Überschussbeteiligungssystems in Deutschland und Österreich erscheint eine solche Position jedoch sinnvoll. Bei der Ansetzung sind einige Besonderheiten zu berücksichtigen:
- Die Schlussgewinnanteile werden nicht in der RfB berücksichtigt, die LTD werden in der Deckungsrückstellung erfasst und nicht über die RfB finanziert
- Die Dotierung der RfB ist um Effekte aus Umbuchungen und Umbewertungen zu korrigieren
- Earning Restrictions, die sich insbesondere aus den aufsichtsrechtlichen Anforderungen an die Überschussbeteiligung (vgl. bspw. Mindestzuführungsverordnung) ergeben, sind einzubeziehen